# La Chapelle-sous-Dun
 La Chapelle-sous-Dun  es una población y comuna francesa, en la región de Borgoña, departamento de Saona y Loira, en el distrito de Charolles y cantón de La Clayette.

## Demografía
| 611 | 643 | 644 | 563 | 506 | 460 |
| Para los censos de 1962 a 1999 la población legal corresponde a la población sin duplicidades (Fuente: INSEE [Consultar]) |     |     |     |     |     |